# Едунов, Борис Васильевич
Бори́с Васи́льевич Едуно́в (25 октября 1921, Выкса, Нижегородская область, РСФСР, СССР — 2 мая 1982, Москва, СССР) — советский скульптор.

## Биография
Борис Едунов родился в городе Выкса Нижегородской области в семье служащих.
Участник Великой Отечественной войны, в РККА с 1940 года, рядовой, на фронте с 22 июня 1941 года, уже 25 июня ранен, участвовал на Центральном и 1-м Белорусском фронтах, награждён медалью «За отвагу» (1945).
В 1946 году поступил на скульптурный факультет Ленинградского института живописи, скульптуры и архитектуры имени И. Е. Репина. В 1952 году окончил институт, защитив на отлично дипломную работу «И. В. Сталин и т. Василевский» (руководитель В. В. Лишев).
Первые годы после окончания института многие работы выполнял в соавторстве со своим однокурсником А. М. Портянко. Они вместе выполнили ряд заказов, включая скульптуры для ВСХВ. Наиболее крупной их совместной работой стал памятник художнику В. В. Верещагину в Череповце.
Создавал работы в разных жанрах, автор 16 монументов, воздвигнутых в разных городах СССР. Среди них: памятник генералу армии И. Д. Черняховскому в городе Черняховске, воинские мемориалы в Душанбе, Александровске, «Землякам-космонавтам» и «Матери-России» в Калининграде, «Думы солдата» в Октябрьском.

Памятник М. И. Калинину на площади Калинина в Калининграде (1959)

Автор монументальных памятников Ф.Н Петрову на Страстном бульваре в Москве (1977 год, архитектор М. Д. Насекин), М. И. Калинину (в Выборге (1957 год), у Южного вокзала Калининграда (1959 год), а также в Семипалатинске).
Создал много портретов современников в мраморе и бронзе: М. Исаковского, В. Кочетова, П. Васильева, В. Верещагина, Ф. Чуева, Р. Ивнева, Н. Цицина, А. Огнивцева, Ю. Гагарина, В. Шатилова, Г. Самойловича, Г. Холостякова, а также Н. Островского, К. Тимирязева, Э. Тельмана, К. Маркса.
Выполнял также работы на военную тематику в жанре малых скульптурных форм, изображая фронтовые будни.
Выиграл конкурс на Монумент Победы для Поклонной горы, но не был допущен к реализации проекта.

## Надгробные памятники на Новодевичьем кладбище
- Бакланов, Глеб Владимирович
- Борзенко, Сергей Александрович
- Гельфрейх, Владимир Георгиевич
- Исаковский, Михаил Васильевич
- Кочетов, Всеволод Анисимович